# Осада Кольберга
Кольберг (нем. Kolberg), ныне Колобжег, Польша — крепость и порт на побережье Балтийского моря. В годы Семилетней войны дважды безуспешно осаждался русскими войсками: в 1758 году и в 1760 году, совместно со шведами. Был взят 5 (16) декабря 1761 года корпусом под командованием Петра Александровича Румянцева в результате третьей по счёту, четырёхмесячной по продолжительности осады.

## Плацдарм и база снабжения
Город Кольберг насчитывал в то время 730 домов, 6 тысяч жителей. Гарнизон состоял из 700 ополченцев и инвалидов под командованием майора Гейдена, показавшего себя во время осад искусным и отважным организатором обороны.
Крепость была окружена рвом и болотами, среди которых располагались отдельные выдвинутые верки, на возвышенности, господствующей над местностью, был устроен форт. Порт составлялся двумя насыпями, прикрытыми батареями.
Для русских овладение Кольбергом было важно, поскольку они приобрели бы тем самым не только стратегически выгодно расположенный плацдарм в Померании, но и базу для снабжения армии более дешёвым и быстрым, чем сухой путь через Польшу, морским путём.

## Первая осада Кольберга (20 сентября (1 октября) — 3 октября (14 октября) 1758 года
Первая попытка овладения Кольбергом была сделана вскоре после Цорндорфского сражения. Генерал Пальмбах во главе 10-тысячного русского корпуса осадил крепость 20 сентября (1 октября) 1758 года. Инженерными работами русских войск руководил полковник Эттингер. Пальменбах сумел дойти до рва, овладев путями сообщения. Для форсирования рва были изготовлены плоты, однако неоднократные попытки взять крепость штурмом потерпели неудачу, несмотря на полученные от главной армии подкрепления. Через 13 дней осада была снята.

## Вторая осада Кольберга (15 (26) августа — 7 (18) сентября 1760 года)
Вторую попытку возглавил генерал Демидов, в распоряжении которого находился 15-тысячный корпус. Одновременно эскадра из 27 линейных кораблей и фрегатов, 17 более мелких кораблей и транспортных судов, а также девяти шведских линейных кораблей, под общим командованием 70-летнего адмирала З. Д. Мишукова, нерешительного и не очень энергичного человека, подвергла город бомбардировке с моря. З. Д. Мишуков начал бомбардировку 17 августа, не став ждать подхода сухопутных войск. Одновременно он высадил 3-тысячный десант для штурма Кольберга с суши. Вскоре к нему присоединился пришедший сухопутным путём драгунский отряд (1 300 человек). Начались инженерные работы, были установлены осадные батареи. На помощь осаждённым Фридрих II направил 6-тысячный корпус генерала Вернера. При известии о приближении пруссаков осаждавшие были, по выражению «Военно-энциклопедического лексикона» 1843 года, «приведены в смятение»: часть их погружена обратно на корабли, которые отплыли от Кольберга 10 сентября, часть отступила сухопутным путём. Пруссакам досталось 600 пленных, а также 6 брошенных орудий, 7 мортир, запасы провианта и боеприпасов. В честь этого события в Пруссии были отчеканены памятные медали. Русскими трофеями, в свою очередь, стали 8 прусских галиотов.

## Третья осада Кольберга (13 (24) августа — 5 (16) декабря 1761 года)
13 (24) августа 1761 года корпус генерала Румянцева в составе 24 батальонов пехоты, 2 драгунских и 2 гусарских полков, а также тысячи казаков, всего около 15 тысяч человек, занял позицию к югу от Кольберга.
Гарнизон крепости был к тому времени усилен до 3 тысяч человек, кроме того, 8-тысячный корпус герцога Вюртембергского располагался лагерем под пушками крепости. В дополнение к имевшимся оборонительным сооружениям, крепость была обнесена ретраншементом, простиравшимся на двадцать с лишним вёрст.
27 августа (7 сентября) к Кольбергу прибыл соединённый русско-шведский флот в составе 24 линейных кораблей, 12 фрегатов и бомбардирских кораблей, большого количества транспортных судов под командованием вице-адмирала А. И. Полянского, доставивший 7-тысячное подкрепление, 31 августа (11 сентября) поступили осадные орудия. Первое серьёзное столкновение с противником произошло в начале сентября: герцог Вюртембергский отправил бесполезную при осаде конницу с небольшим отрядом пехоты в рейд по тылам русских, на обратном пути кавалерия пруссаков, возвращавшаяся в крепость с транспортом фуража и продовольствия, была перехвачена отрядом полковника А. И. Бибикова, наголову её разгромившим. Бибикову достались, кроме фур с припасами, 800 пленных во главе с генералом Вернером, командиром прусского деташемента, столь успешно снявшим осаду в 1760 году.
7 (18) сентября Румянцев штурмовал два отдельно, перед ретраншементом, стоявших укрепления: одно из которых, на морском берегу, удалось взять, второе, несколько раз переходившее из рук в руки, осталось за пруссаками, стоив русским одними убитыми более тысячи человек. Схватка явилась с обеих сторон на редкость ожесточённой. Генерал-майор Еропкин (впоследствии главнокомандующий в Москве) был в это время тяжело болен. Не имея сил держаться на лошади, он приказал привязать себя к ней и так участвовал в сражении до самого его конца.
Остатки разбитой Бибиковым кавалерии принца Вюртембергского соединились с корпусом прусского генерала Платена, подошедшим от Позена. Платен занял позицию к юго-западу от Кольберга. Не имея возможности из-за того, что корпус его был и так сильно растянут, выделить достаточные силы против Платена, Румянцев ограничился посылкой отрядов для нарушения сообщения между Кольбергом и Штеттином, где находились значительные прусские магазины. При содействии генерала Фермора, посланного Бутурлиным от главной армии, удалось полностью пресечь связь между Кольбергом и Штеттином, сделав невозможным подвоз провианта, боеприпасов и подкреплений защитникам крепости. Ушедший от Фермора в Трептау прусский генерал Кноблох, в чью задачу входило прикрытие сообщения с Штеттином, был осаждён там отрядом, отправленным для этой цели Румянцевым. После недолгой осады Трептау прусский отряд капитулировал 14 (25) октября. Генерал Кноблох попал в русский плен.
Голод и недостаток боеприпасов вынудил принца Вюртембергского оставить защитников крепости. 31 октября (11 ноября) корпус принца, покинув лагерь у стен крепости, пытался зайти в тыл русским войскам. Эта попытка была пресечена Румянцевым, разделившим свои силы на два корпуса: осадный и наблюдательный. Последний нанёс 1 (12) ноября поражение войскам герцога Вюртембергского. Эта победа окончательно решила судьбу Кольберга. Гарнизон оборонялся ещё некоторое время, однако 5 (16) декабря вынужден был, истощив запасы продовольствия, капитулировать. Победителям достались 173 орудия, 20 знамён, 3000 солдат гарнизона были взяты в плен. Русская армия недолго пользовалась результатами победы, достигнутой немалыми жертвами: уже в следующем году Кольберг был возвращён Пруссии по условиям мирного договора, заключённого Петром III с прусским королём.